# Svrljig (općina)
Općina Svrljig (srpski: Општина Сврљиг) je općina u Nišavskom okrugu u Srbiji. Središte općine je naselje Svrljig.

## Stanovništvo
Prema popisu stanovništva iz 2002. godine općina je imala 17.284 stanovnika, većinsko stanovništvo su Srbi .

## Administrativna podjela
Općina Svrljig podjeljena je na 39 naselja.
Beloinje • Burdimo • Bučum • Varoš • Vlahovo • Galibabinac • Gojmanovac • Grbavče • Gulijan • Guševac • Davidovac • Drajinac • Đurinac • Željevo • Izvor • Kopajkošara • Labukovo • Lalinac • Lozan • Lukovo • Manojlica • Merdželat • Mečji Do • Niševac • Okolište • Okruglica • Palilula • Periš • Pirkovac • Plužina • Popšica • Prekonoga • Radmirovac • Ribare • Svrljig • Slivje • Tijovac • Crnoljevica • Šljivovik

## Vanjske poveznice
- Informacije o općini  Arhivirana inačica izvorne stranice od 29. siječnja 2011. (Wayback Machine)